# Bolchie Berezniki
Bolchie Berezniki (Больши́е Бере́зники) est un village de Mordovie (fédération de Russie), siège administratif du raïon de Bolchie Berezniki (qui comprend onze municipalités rurales) et de l'établissement rural du même nom.

## Géographie
Le village est situé à la confluence des rivières Pitcheleïka et Bolchaïa Kcha sur la rive gauche de la Soura, à 50 km (en ligne droite) et 57 km (par la route) à l'est de Saransk.
Les autoroutes Saransk-Bolchie Berezniki-Doubionki et Inza-Tchamzinka relient le village. Il y a aussi une route locale vers le village de Permissi. La gare ferroviaire la plus proche est située dans le village de Tchamzinka (sur la ligne Saransk-Kanach).
La température moyenne en janvier est de -11,4°С, et en juillet de +19,5°C.

## Histoire
Le village est fondé au XVIIe siècle comme poste de défense contre les incursions des Nogaïs. Le territoire environnant et le village font partie des possessions depuis 1669 du prince Ivan Romodanovski, octroyées par le tsar Alexis.
Lorsque la province de Simbirsk est formée en 1780, le village de Bolchie Berezniki peuplé de serfs de propriétaires terriens, entre de l'ouïezd de Saransk sous l'administration de l'ouïezd de Kotiakovo. Le village est peuplé alors de 1 729 âmes (paysans mâles). De 1796 jusqu'à la Révolution de 1917, il fait partie de l'ouïezd de Karsoun du gouvernement de Simbirsk et il est peuplé de paysans grands-russes.
En 1806, le propriétaire Malchine fait construire une église paroissiale de pierre. L'autel principal est consacré à la Trinité, les autels secondaires à la Vierge de Tolga et à saint Nicolas. En 1815, ce même Malchine fait construire une petite église de bois pour le cimetière pour remplacer une église plus ancienne.
Au XIXe siècle, le village était l'un des centres de l'industrie meunière de la région. Du village en bas de la Soura jusqu'au village de Promzino et jusqu'à Nijni Novgorod on approvisionnait la région en céréale, en farine et en produits agricoles. Le volume du chiffre d'affaires commercial de la jetée dans les années 1880 s'élevait à plus de 920 000 roubles.
Bolchie Berezniki comptait 292 foyers en 1863. Il y avait dans les années 1860 un haras, un moulin à vapeur, une distillerie du propriétaire Poukolov, une savonnerie du propriétaire Simonov, une fabrique de teinture, des ateliers de tanneries et deux églises. L'école de garçons comprenant deux classes ouvre en 1860. Un petit hôpital de village est inauguré avec quinze lits en 1875. La première bibliothèque publique gratuite ouvre en 1893. Un atelier d'apprentissage de la menuiserie et de la vannerie est organisé dès 1899. Les paroissiens du village sont au nombre de 1 820 habitants de sexe masculin et de 1 996 de sexe féminin, en 1900.
La révolution de 1905 provoque pendant deux ans des manifestations, des troubles et des réunions publiques au village et les manoirs des propriétaires terriens sont même incendiés. Les socialistes-révolutionnaires y sont actifs. En mars 1919, les paysans se révoltent contre les nouvelles autorités soviétiques et beaucoup de ces activistes sont tués. Le village compte 3 944 habitants en 1921.
Le kolkhoze Aurore est formé en 1930 et en 1996, l'exploitation agricole par actions Kirov.
Bolchie Berezniki devient le siège administratif du raïon (arrondissement) du même nom en 1935.

## Population
- 1921: 3944 habitants
- 1959: 4317 habitants
- 1970: 5502 habitants
- 1989: 6675 habitants
- 2002: 6398 habitants
- 2010: 6393 habitants
- 2021: 6077 habitants

## Infrastructures
Le village accueille une usine d'asphalte, des usines d'outillage et de mécanique agricole, des entreprises dans le secteur de la construction, une imprimerie. L'enseignement est représenté par une école primaire, une école secondaire, une école de musique, une maison de la culture. Le village dispose d'un hôpital d'arrondissement, d'un internat psychoneurologique, d'une station météorologique (depuis 1897), d'une musée d'histoire locale et d'une église dédiée à la Trinité, dépendant de l'éparchie d'Ardatov.

## Archéologie
Une hache de pierre de l'âge de bronze (IIe siècle av. J.-C.) a été découverte au village en 2018.